# Нугзар Феріашвілі
Нугзар Феріашвілі (груз. ნუგზარ ფერიაშვილი; нар. 2 березня 1959, Табахмела, Гардабанський район) — грузинський юрист і політик.
Закінчив юридичний та історичний факультети Тбіліського державного університету. У 2004-2008 роках був депутатом парламенту Грузії 6-го скликання (мажоритарник Гардабні), виборчий блок: «За нову Грузію».